# Egri Vízilabda Klub
Egri Vízilabda Klub je mađarski vaterpolski klub iz grada Egera. Klub je osnovan 1910. godine, a klupske boje su žuta i plava.

## Klupski uspjesi
- domaći:
- mađarski vaterpolski kup (2): 1972., 2007.

- inozemni:
- LEN Eurokup: doprvaci 2007./08.

## Vanjske poveznice
- Službene stranice